# Christine Servaes
Christine Servaes (Rocourt, 23 augustus 1968) is een Belgisch politica voor het cdH, sinds maart 2022 Les Engagés genaamd.

## Levensloop
Christine Servaes behaalde het diploma van griffier bij gerechtshoven en rechtbanken en werd beroepshalve bankbediende bij Ethias. In 2005 richtte ze haar eigen bedrijf op, dat familie- en huishoudhulp aanbiedt. 
Ze werd politiek actief voor de toenmalige PSC en was van 1998 tot 1999 kabinetsmedewerker van Waals minister William Ancion. In oktober 1994 werd ze verkozen tot gemeenteraadslid van Juprelle en werd begin 1995 onmiddellijk eerste schepen, bevoegd van Financiën. Van 1996 tot 2000 was Servaes er waarnemend burgemeester ter vervanging van de zieke Georgette Charlier. Na de gemeenteraadsverkiezingen van oktober 2000 werd ze volwaardig burgemeester, een functie die ze nog steeds uitoefent.
Servaes was eveneens kandidaat bij verschillende parlementsverkiezingen. Bij de Waalse verkiezingen van juni 2009 was ze eerste opvolger in het arrondissement Luik. In juli 2009 werd ze vervolgens Waals Parlementslid en volksvertegenwoordiger van de Franse Gemeenschap in opvolging van Marie-Dominique Simonet, die Waals minister werd. In het Waals Parlement werd Servaes lid van de commissies Openbare Werken, Landbouw, Landelijkheid en Patrimonium en Leefmilieu, Ruimtelijke Ordening en Mobiliteit. In het Parlement van de Franse Gemeenschap nam ze zitting in de commissie Kinderen, Onderzoek, Openbaar Ambt en Schoolgebouwen. Haar interessegebied strekte zich vooral uit over verkeersveiligheid, dossiers gelinkt aan landbouwers en het Gemeenschappelijk landbouwbeleid, de gezondheid van kinderen, de structuur van de kinderopvang en overheidsbanen. In juli 2013 nam Simonet ontslag uit de Waalse regering en nam ze haar parlementaire mandaten weer op, waarna Servaes uit de regionale parlementen verdween. 